# Cameron Porter
Cameron Porter (Centerville, Ohio, Estados Unidos, 23 de mayo de 1993) es un exfutbolista estadounidense que se desempeñaba como delantero.

## Carrera

### Colegio
Porter pasó cuatro años jugando fútbol universitario en la Universidad de Princeton entre 2011 y 2014. Durante su tiempo en Princeton, Porter en 2014 fue nombrado CEAC Jugador Ofensivo del Año.

### Profesional
El 15 de enero de 2015, Porter fue seleccionado en la tercera ronda del SuperDraft de la MLS 2015 por Montreal Impact. Él firmó un contrato con el club el 7 de febrero de 2015. Porter hizo su debut profesional el 24 de febrero de 2015 como un sustituto, entró a los 81 minutos durante el empate 2-2 contra Pachuca en la Liga de Campeones de la CONCACAF. Él anotó su primer gol como profesional el 3 de marzo de 2015 sobre la hora a partir de una gran asistencia Calum Mallace en el partido de vuelta contra el Pachuca asegurando el pase a las semifinales de la Liga de Campeones de la CONCACAF. Más tarde esa noche en el poste de la conferencia de prensa Porter describió su objetivo como "un sueño hecho realidad". Desafortunadamente, Porter lesionó la rodilla semanas después de ese encuentro en un partido de la Major League Soccer frente al New England Revolution, dejándolo fuera de las canchas por casi un año tras ser operado del ligamento anterior cruzado. Renovó su contrato con el Impact el 27 de diciembre de 2015, pese a no haber jugado ningún partido en la temporada 2015 luego de su lesión.

### Clubes
| Club                 | País           | Años    |
| -------------------- | -------------- | ------- |
| Princeton Tigers     | Estados Unidos | 2011-14 |
| Montreal Impact      | Canadá         | 2015-16 |
| FC Montréal          | Canadá         | 2016    |
| Sporting Kansas City | Estados Unidos | 2016-17 |
| Swope Park Rangers   | Estados Unidos | 2016    |

## Vida personal
Durante su estancia en Princeton, Porter se especializó en Ciencias de la Computación y fue miembro del Ivy Club.